# 曾云英
曾云英（1973年—），福建莆田人，汉族，中华人民共和国政治人物、第十二届全国人民代表大会福建地区代表。
毕业于福建省农业广播电视学校专业。加入中国共产党。2013年，担任全国人大代表。2018年2月24日，当选为第十三届全国人大代表。